# 程端蒙
程端蒙（？—？），字正思，号蒙斋，鄱阳（今江西鄱阳）人，南宋學者。

## 生平
早年隨江介學習，後求学于朱熹。淳熙七年，补任太学生，與董铢和王过合称“德兴三贤”。又與董铢合撰《程董二先生学则》一卷。绍熙二年，去世。朱熹為其親撰墓表。程端蒙的重要著作有《性理字训》一卷。